# Jakub Świnka
Jakub Świnka (Jakob Zwinka) herbu Świnka (ur. ? – zm. 4 marca 1314) – arcybiskup gnieźnieński w latach 1283–1314. Bliski współpracownik Przemysła II Wielkopolskiego i Władysława Łokietka, jeden z wybitniejszych polityków średniowiecznej Polski, zwolennik zjednoczenia państwowego.

## Życiorys

### Pochodzenie i droga na tron arcybiskupi
O początkach kariery Jakuba Świnki nie wiemy nic. Także pochodzenie arcybiskupa jest dość tajemnicze. Możliwe jest pochodzenie jego antenatów bądź ze Śląska (być może obszary kasztelanii Świny), bądź z obszarów Kujaw (wieś Świnki), ziemi łęczyckiej i sieradzkiej. Próba pogodzenia tych dwóch opcji doprowadziła do powstania jeszcze jednej możliwości: „rodzina Jakuba Świnki pochodziła ze Śląska, jednak na przełomie XIII i XIV w. była już (...) zakorzeniona (przynajmniej od dwóch pokoleń) w ziemi sieradzkiej”.
Rodzice Jakuba nie są znani, a rodowcy do znaczenia dochodzą dopiero za jego rządów (brat Sułek zmarły przed 1299 r. nie piastuje żadnych godności, zaś stryj Jan poświadczony jest od 1286 r. na niezbyt eksponowanym stanowisku kasztelana spycimierskiego), choć prawdziwą karierę zrobili dopiero na początku XIV w. i to nie w Wielkopolsce, a w należących do Władysława Łokietka Kujawach. Po raz pierwszy Jakub Świnka pojawia się jako kantor kapituły gnieźnieńskiej w latach siedemdziesiątych XIII w. Z wiadomości tej możemy wnioskować o posiadaniu przez Jakuba głębszego wykształcenia, najpewniej prawniczego, o czym może świadczyć jego późniejsza działalność synodalna. Na stanowisku kantora musiał oddać książętom wielkopolskim Przemysłowi II i Bolesławowi Pobożnemu niemałe usługi, skoro według dokumentu z 8 stycznia 1284 r. otrzymał nagrodę w postaci majętnej wsi Polanowa.

### Arcybiskup
Jakub Świnka objął stolicę Arcybiskupstwa Gnieźnieńskiego po zmarłym arcybiskupie Januszu (1259–1271) dopiero 26 grudnia 1283. Wybór na stanowisko arcybiskupa nastąpił po 12 latach wakatu, spowodowanego sporami kapituły o obsadę tronu arcybiskupiego. Stało się to zapewne zgodnie z życzeniem księcia wielkopolskiego, skoro mamy informację, że jeszcze tego samego roku arcybiskup otrzymał od księcia kosztowny pierścień. Wybór kapituły został potwierdzony przez papieża Marcina IV 30 lipca 1283. Uroczysta konsekracja Jakuba Świnki nastąpiła 19 grudnia 1283 w kościele franciszkańskim w Kaliszu. Stosunki pomiędzy księciem a arcybiskupem układały się doskonale, świadczy o tym chociażby wielki przywilej z 1 sierpnia 1284, w którym Przemysł II potwierdzał wszystkie dotychczasowe przywileje arcybiskupstwa i zezwalał dodatkowo na posiadanie i bicie własnej monety w dobrach kościelnych.
Jedną z ważniejszych spraw, z jakimi podczas rządów arcybiskupich przyszło się Jakubowi zmierzyć, była walka o jedność polskiego Kościoła. Szczególnie drażliwa była tutaj sprawa kościelnej przynależności ziemi słupskiej i gdańskiej (za pośrednictwem diecezji włocławskiej) do arcybiskupstwa (zwłaszcza po 1309 r.) i opór przed rosnącym w siłę żywiołem niemieckim. Ten drugi problem stał się bardzo palący, gdy kilka klasztorów reguły franciszkańskiej z Dolnego Śląska zapragnęło opuścić czesko-polską prowincję tego zakonu, by przyłączyć się do saskiej.

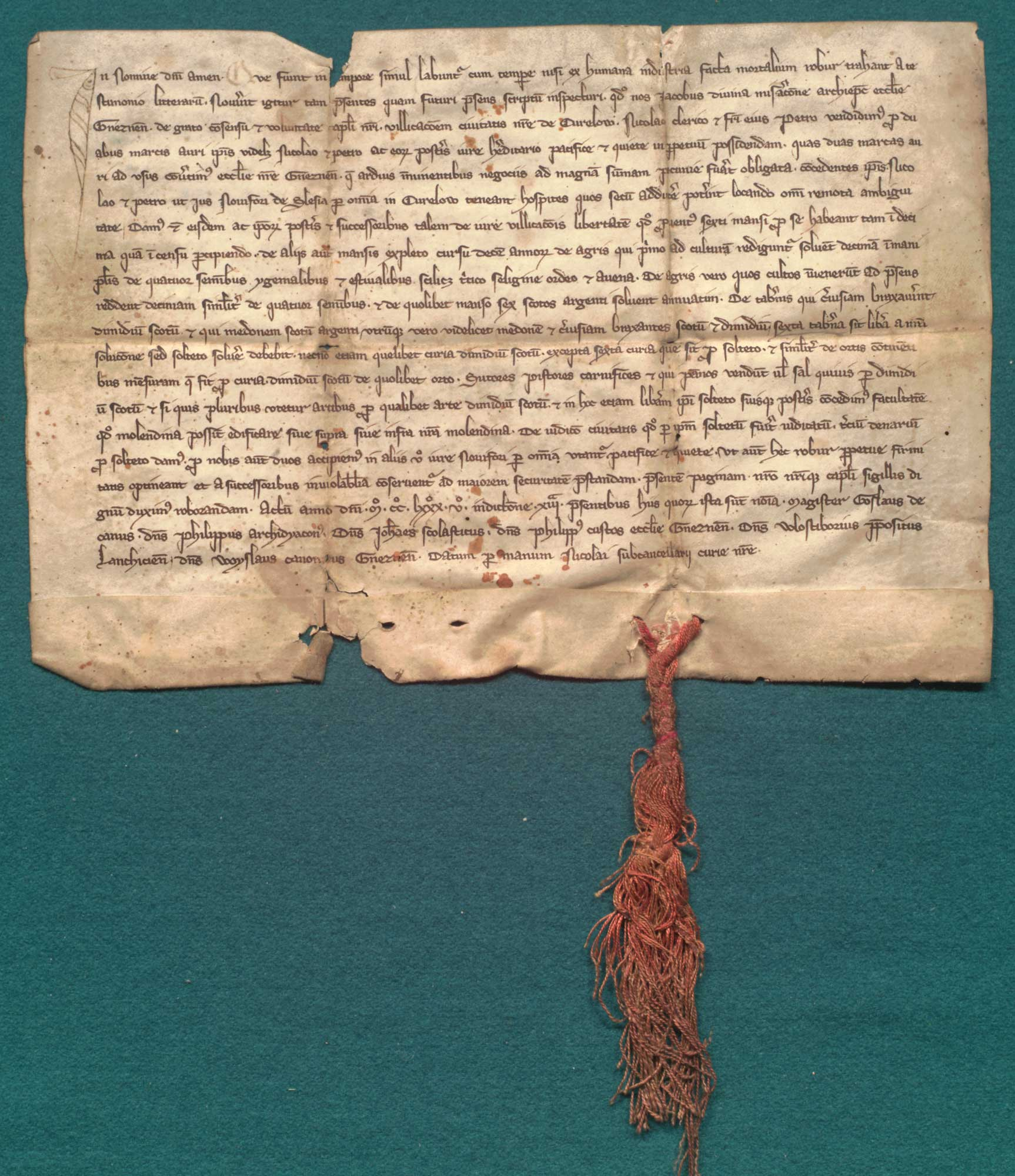
Jakub powierza klerykowi Mikołajowi i bratu jego Piotrowi osadzenie miasta Kurzelowa na prawie średzkim.

W tym też celu Jakub Świnka zwołał 6 stycznia 1285 w Łęczycy synod, na którym pisał: „Ale i inne nieszczęścia pomnożyły się w kraju przez napływ tego narodu (tj. Niemców), albowiem naród polski jest przez nich uciskany, znieważany, nękany wojnami, pozbawionych chwalebnych praw i zwyczajów ojczystych”. Wydano wówczas ustawy, które wręcz nakazały mówić kazania w języku polskim. Kolejne synody z udziałem duchownych z całej Polski Jakub Świnka zwoływał w odstępie kilku lat: 26 października 1287 ponownie w Łęczycy, 14 października 1290 w Gnieźnie, w kwietniu 1298 r. ponownie w Gnieźnie, w maju 1306 w nieznanym miejscu i wreszcie w maju 1309 r. znowu w Gnieźnie (zadecydowano tutaj o stosowaniu dziesięciny swobodnej).
Jakub Świnka w swoich wystąpieniach ciągle podkreślał zagrożenie ze strony sąsiedniej kultury niemieckiej. O nastrojach arcybiskupa, a także innych patriotycznie nastawionych duchownych świadczy następująca anegdota, napisana przez autora czeskiej Kroniki Zbrasławskiej. Otóż kiedy niemiecki kapelan króla Wacława II Jan Wulfing podczas uroczystości koronacyjnych Przemyślidy w 1300 r. wygłaszał po łacinie kwieciste przemówienie, siedzący obok władcy Jakub miał się wyrazić, że chociaż mówi pięknie, to i tak jest psim łbem niemieckim.

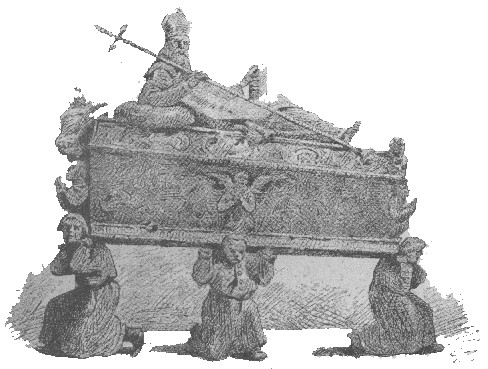
Relikwiarz Św. Wojciecha

Jakub Świnka dbał również o rolę Wielkopolski jako ośrodka zjednoczeniowego. W tym celu pod koniec XIII w. polecił, ażeby we wszystkich kościołach prowincji naszej, katedralnych i klasztornych, była na piśmie historia św. Wojciecha i ażeby przez wszystkich była używana i śpiewana. Zgodnie z tym dwa razy w roku: w dniu śmierci św. Wojciecha (23 kwietnia) i w uroczystość Translatio sancti Adalberti (20 października) odczytywano życie i cuda św. Wojciecha w kościołach polskich. Miało to przypomnieć świętego związanego z katedrą gnieźnieńską, mającego być przeciwwagą dla związanego z Krakowem św. Stanisława.
W stosunkach z książętami piastowskimi Jakub Świnka stał na straży ścisłej współpracy władzy kościelnej ze świecką. Z tego też powodu starał się łagodzić nabrzmiałe konflikty pomiędzy biskupem wrocławskim Tomaszem II a księciem Henrykiem IV Probusem, zakończone właściwie dopiero śmiercią księcia wrocławskiego w 1290 r. i wydaniem w testamencie wielkiego przywileju immunitetowego w kasztelanii nysko-otmuchowskiej.

### Relacja z Przemysłem II
Jakub Świnka był ścisłym współpracownikiem politycznym księcia wielkopolskiego Przemysła II. Starsza historiografia skupiona wokół lwowskiego profesora Oswalda Balzera uważała Jakuba za twórcę tzw. pierwszej koalicji książąt piastowskich, w skład której mieli wchodzić Leszek Czarny, Henryk IV Probus, Przemysł II i Henryk III Głogowczyk. Książęta ci mieli zawrzeć w 1287 r. pod kierownictwem arcybiskupa układ o przeżycie, na mocy którego Małopolska miała przechodzić po kolei w ręce kolejnego Piastowicza, co spowodowałoby przyśpieszenie procesu zjednoczenia państwowego. Dzisiaj jednak, głównie na skutek stwierdzenia wrogich stosunków panujących pomiędzy Leszkiem i Przemysłem z jednej, a Henrykiem Probusem z drugiej strony, pomysł ten zarzucono. Niemniej Jakub Świnka należał do osobistości, które miały przemożny wpływ na politykę książąt piastowskich końca XIII i początku XIV stulecia.
O poparciu udzielanym przez arcybiskupa polityce Przemysła II świadczy zwłaszcza zjazd kaliski ze stycznia 1293, na którym książę wielkopolski spotkał się z księciem brzeskim i sieradzkim Władysławem Łokietkiem i jego bratem księciem łęczyckim Kazimierzem. Postanowiono wówczas, że książęta będą się wzajemnie wspierać w celu odzyskania należącej do Wacława II Małopolski. Duchowym przywódcą tego sojuszu stał się Jakub Świnka, któremu w dokumencie z 12 stycznia obiecano olbrzymi dochód po zdobyciu Krakowa w wysokości 300 grzywien srebra rocznie z żup solnych, plus 100 grzywien dodatkowych w ciągu pierwszych trzech lat.

#### Koronacja Przemysła II na króla Polski

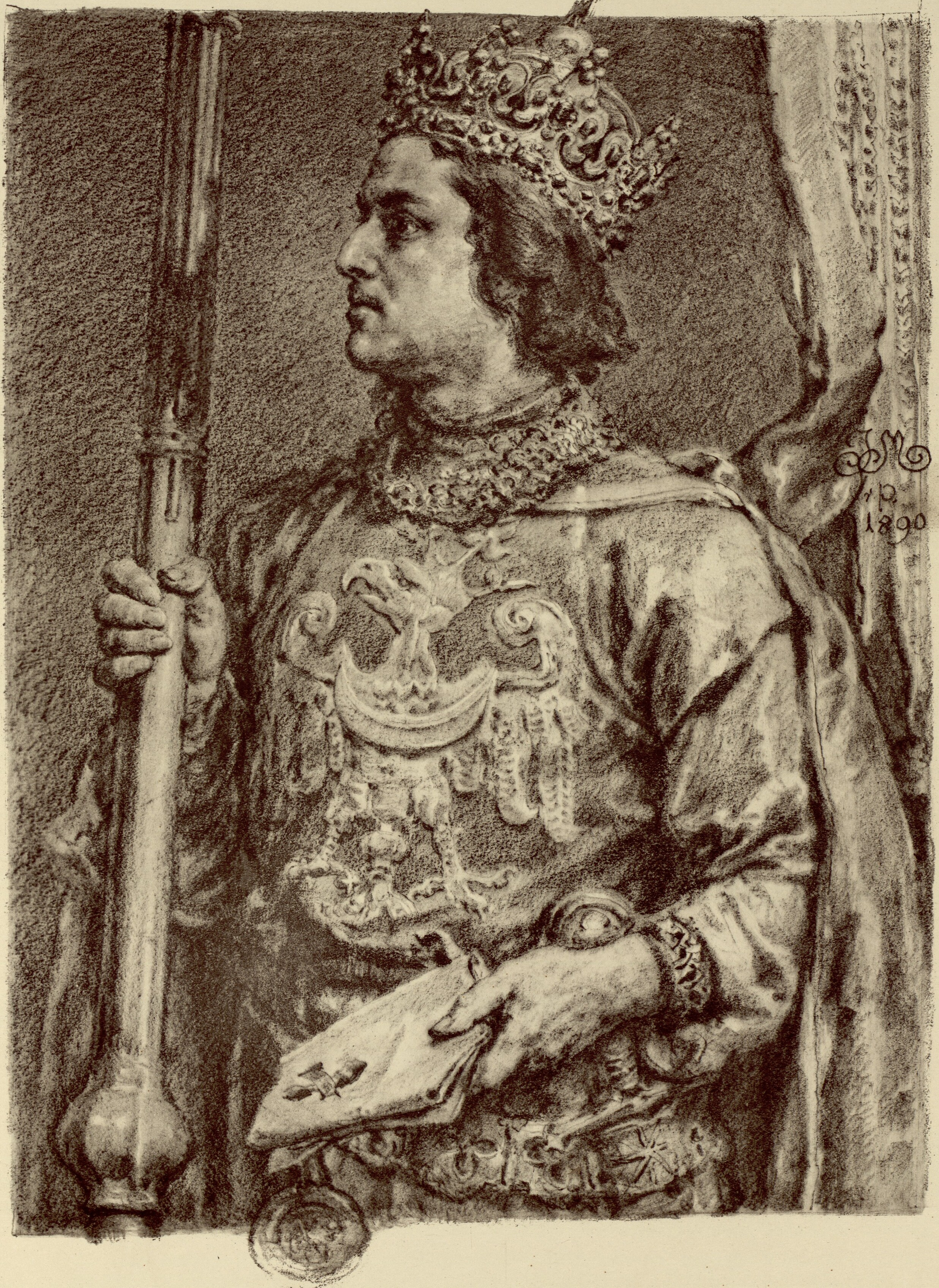
Przemysł II – protegowany i główny współpracownik Jakuba Świnki w pierwszym okresie rządów

26 czerwca 1295 arcybiskup Jakub Świnka doprowadził Przemysła II do apogeum potęgi, gdy w otoczeniu biskupów poznańskiego, włocławskiego i płockiego, koronował go na króla Polski. Nie było to wprawdzie królestwo, którego realna władza sięgała poza Wielkopolskę i Pomorze Gdańskie, ale idea z pewnością odnosiła się do dawnego państwa wielkich Bolesławów. Wymowę i rangę tego wydarzenia, którego głównym twórcą był arcybiskup, oddaje napis ozdabiający pieczęć majestatyczną Przemysła II: „Sam Wszechpotężny zwrócił Polakom zwycięskie znaki”. O tym, że głównym twórcą tego aktu był arcybiskup, świadczyć może fakt, że władca Wielkopolski zdecydował się na koronację pomimo braku oficjalnej zgody papieskiej. Tylko dzięki ogromnemu autorytetowi Jakuba koronacja mogła zostać uznana przez postronnych. W źródłach właściwie nie występuje zjawisko podważania ważności koronacji królewskiej Przemysła (poza nielicznymi proweniencji czeskiej, choć może tak się dziać na skutek postrzegania Wacława II poprzez ożenek z córką Przemysła Ryksą Elżbietą, jako prawnego następcę władcy wielkopolskiego).

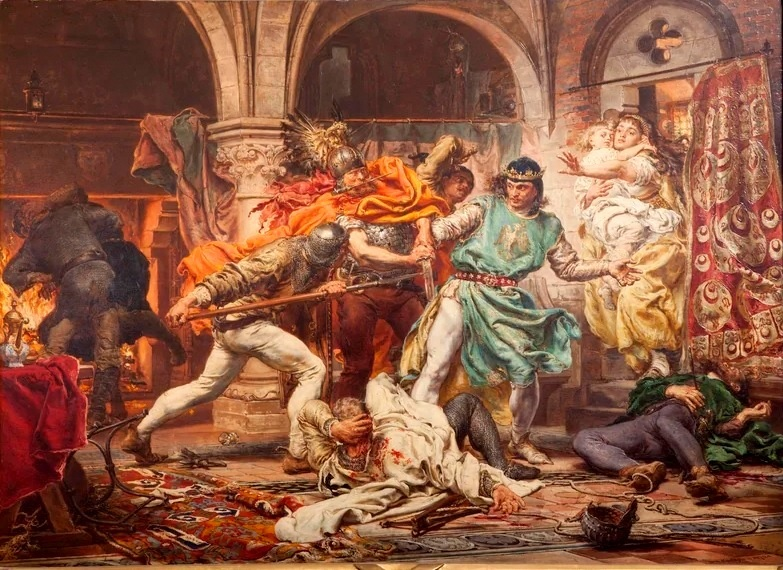
Jan Matejko Śmierć króla Przemysła II, 1875

Niestety królestwo Przemysła II przetrwało tylko siedem miesięcy – 8 lutego 1296 król został zamordowany pod Rogoźnem przez siepaczy brandenburskich. Arcybiskup zgodnie z zawartym w Kaliszu układem poparł wtedy kandydaturę do tronu wielkopolskiego i pomorskiego Władysława Łokietka, który wydawał się wówczas jedyną osobą zdolną do zjednoczenia państwa. Wkrótce relacje Łokietka z duchowieństwem wielkopolskim zaczęły się jednak psuć. Nie znamy bezpośrednich powodów tego stanu rzeczy, możemy co najwyżej domyślać się, że mogło chodzić o powiększający się w dzielnicy chaos spowodowany z jednej strony nieudolnością Władysława Łokietka, a z drugiej – z knowaniami innego pretendenta do spadku po Przemyśle II, Henryka III Głogowczyka. W celu odsunięcia Łokietka od władzy, 24 czerwca 1298 w Kościanie odbył się zjazd przeciwników politycznych władcy kujawskiego, na którym m.in. obiecano arcybiskupowi szereg nowych przywilejów po objęciu przez Głogowczyka dziedzictwa Przemysła II. Ostatecznie celów ugody kościańskiej nie udało się zrealizować na skutek opieszałości opozycji wielkopolskiej, a zwłaszcza pojawienia się nowego kandydata na spadek po Piastach wielkopolskich w osobie Wacława II Przemyślidy.

### Polityka czeska
25 lipca 1300 nastąpiła koronacja Wacława II na polskiego króla przez Jakuba Świnkę, co jest faktem o tyle zaskakującym, że w swojej dotychczasowej polityce arcybiskup stał raczej na straży poparcia idei zjednoczenia kraju w oparciu o przedstawicieli rodzimych. Nagła zmiana mogła zostać spowodowana niesprawdzeniem się w roli władcy Władysława Łokietka w pierwszym okresie rządów w Wielkopolsce i uzmysłowienia sobie faktu, że tylko potężny król czeski ma realne szanse odbudować silną, zjednoczoną Polskę, w przeciwieństwie do licznych i na ogół skutecznie skłóconych ze sobą Piastowiczów. Nie bez znaczenia były też zapewne rodzące się właśnie w Polsce, a zwłaszcza w sąsiednich Czechach, tendencje antyniemieckie, nawiązujące do braterstwa słowiańskiego. Wkrótce stało się jednak jasne, że Jakub nie zdoła przekonać Wacława do idei antyniemieckich, wobec czego nawiązał na powrót przyjazne stosunki z książętami kujawskimi, krewnymi Łokietka. O stosunku Jakuba Świnki do germańskiego otoczenia nowego króla świadczy słynna wypowiedź, wspomniana już wcześniej, o jednym z przemawiających podczas koronacji biskupów.
Ostatecznie Jakub Świnka zdecydował się zerwać całkowicie z polityką proczeską, wytaczając – może już w 1302, a na pewno w 1304 r. – proces czołowemu stronnikowi Wacława II, biskupowi krakowskiemu Janowi Muskacie, oskarżanemu o lekceważenie władzy arcybiskupiej, nieposłuszeństwo, wyrządzenie licznych szkód i krzywd (łącznie z zarzutem „mężobójstwa”) podczas pełnienia urzędu starosty. Proces, dzięki interwencji Wacława II, zakończył się 23 sierpnia 1304 wyrokiem uniewinniającym, ogłoszonym przez biskupa wrocławskiego Henryka z Wierzbna – rozjemcę w sporze.

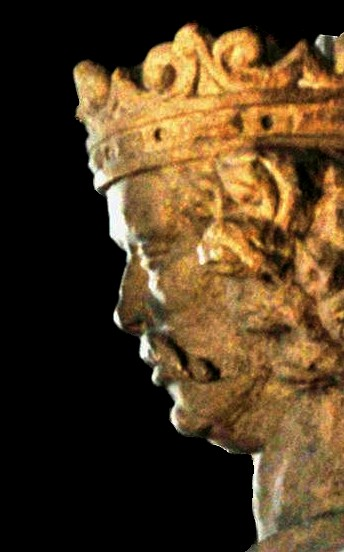
Władysław Łokietek – współpracownik arcybiskupa w drugim okresie rządów

21 czerwca 1305 Wacław II niespodziewanie zmarł, a kiedy ponad rok później zginął zamordowany w Ołomuńcu jego syn Wacław III, panowanie czeskie w Polsce zakończyło się. W Małopolsce, na Kujawach i Pomorzu Gdańskim władzę przejął Władysław Łokietek podczas, gdy Wielkopolskę zdobył książę głogowski Henryk III. Nie jest pewne, jak wobec tych zmian zachował się Jakub Świnka. Pewną wskazówką może być jednak fakt, że ostatnie lata życia arcybiskup spędził w należących do dzierżaw Łokietka Uniejowie i Łowiczu.
Korzystając z upadku rządów czeskich 20 marca 1306 arcybiskup wznowił proces kanoniczny przeciwko Janowi Muskacie. Postępowanie procesowe zostało wstrzymane we wrześniu 1306, z chwilą przejściowego pojednania biskupa krakowskiego z księciem, a wznowione rok później, gdy ich wzajemne stosunki ponownie się zaogniły. Tym razem wyrok ogłoszony 14 czerwca 1308 był skazujący – biskupa krakowskiego pozbawiono urzędu. Wprawdzie dzięki interwencji legata papieskiego Gentilisa dwa lata później – 12 czerwca 1310 – Jana Muskatę uniewinniono, jednak na skutek oporu Władysława Łokietka biskup powrócił do diecezji dopiero w 1317 r.

### Śmierć arcybiskupa gnieźnieńskiego
Po 1311 ustały wszelkie ślady działalności Jakuba Świnki, i to zarówno na niwie politycznej, jak i kościelnej. Prawdopodobnie wiek arcybiskupa nie pozwalał mu już aktywnie uczestniczyć w życiu publicznym. Jakub Świnka zmarł 4 marca 1314 nie doczekawszy ani przejęcia przez swojego protegowanego Władysława Łokietka dzielnicy wielkopolskiej, ani tym bardziej jego koronacji. Został pochowany w katedrze gnieźnieńskiej.

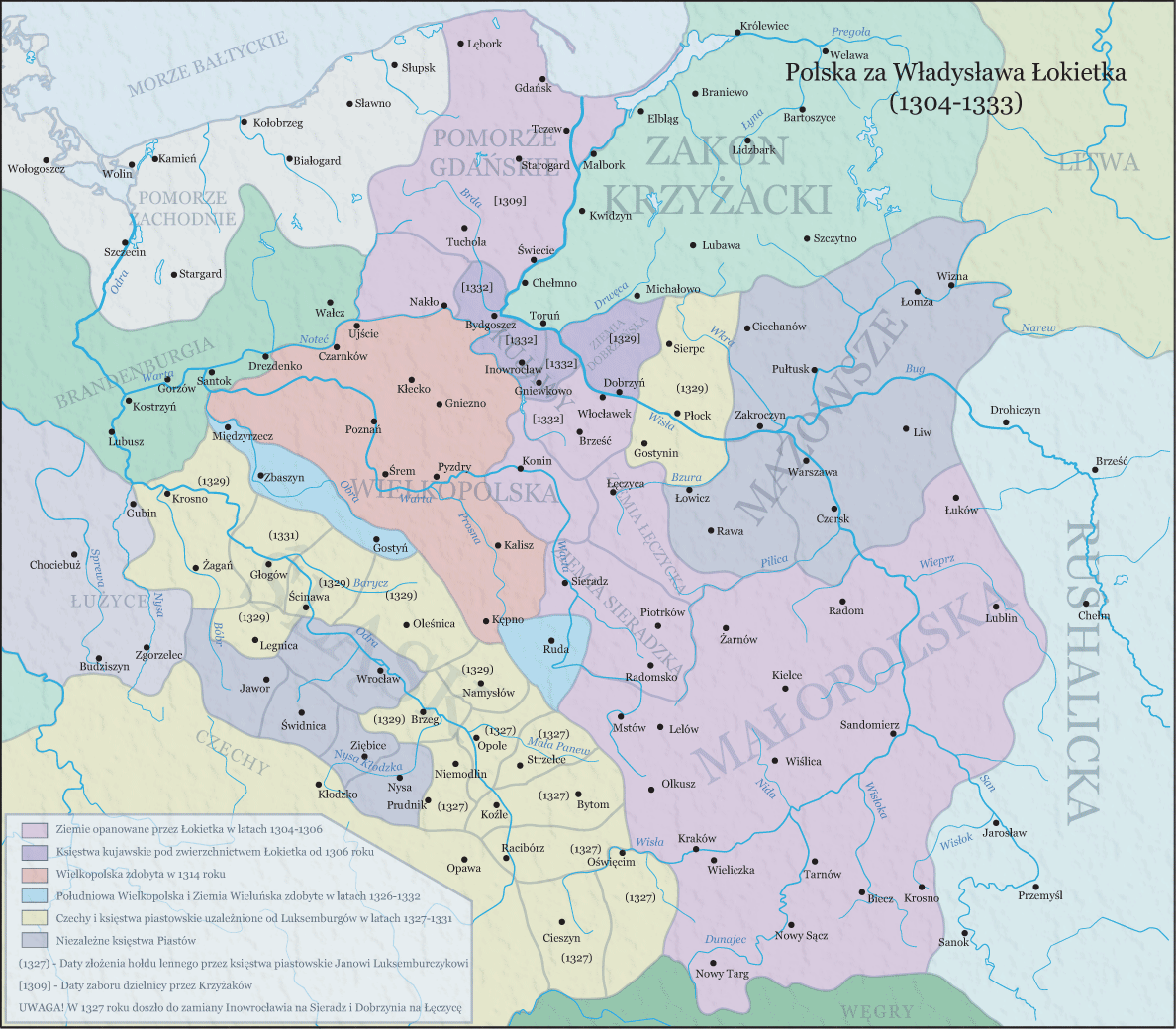
Polska za czasów Jakuba Świnki